# Dreifaltigkeitskirche (Gaibach)

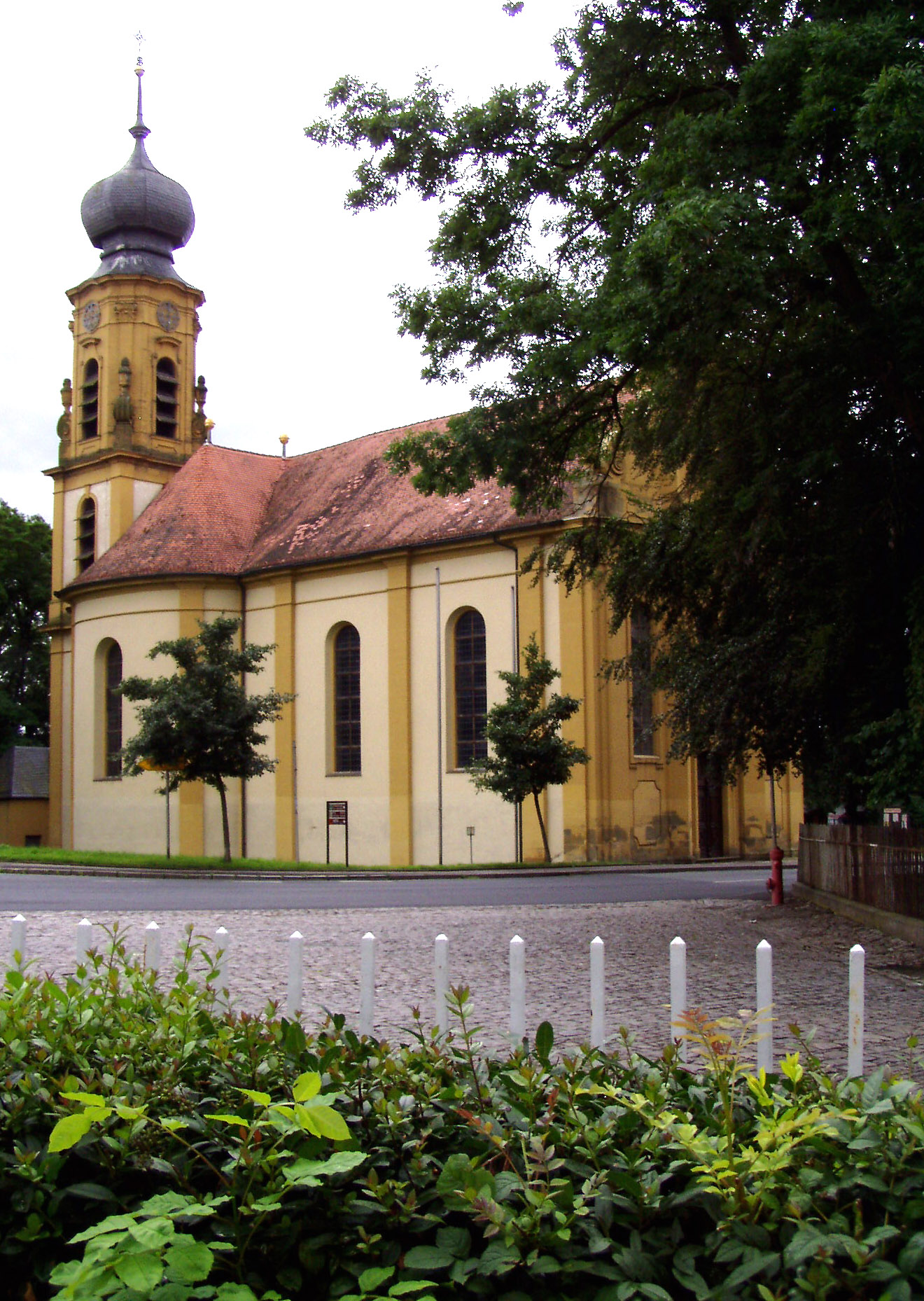
Die Pfarrkirche zur Heiligsten Dreifaltigkeit

Die Kirche zur Heiligsten Dreifaltigkeit ist eines der Wahrzeichen des Dörfchens Gaibach. Sie steht gegenüber dem ehemaligen Schönbornschloss an der Schweinfurter Straße. Die Kirche wurde von 1743 bis 1745 vom Baumeister Balthasar Neumann als Patronatskirche des Hauses Schönborn errichtet. Sie gehört heute zum Dekanat Kitzingen.

## Geschichte
Wechselnde Dorfherrschaften prägten Gaibach bis ins 17. Jahrhundert. Kirchlich blieb das Dorf unbedeutend, bis im Jahr 1579 die Echter von Mespelbrunn Herren von Gaibach wurden. Eine Blütezeit erlebte der Ort dann mit der Herrschaft der gräflichen Linie Schönborn, die Gaibach eine Kirche des Baumeisters Balthasar Neumann schenkte.
Ein Kirchengebäude gab es in Gaibach erstmals nach 1270. Damals erwarb Irmengard von Hohenfeld den Ort und ließ auf dem Gelände des heutigen Friedhofs  eine kleine Kapelle errichten. Dieses Gotteshaus war dem heiligen Wolfgang geweiht. Im Jahr 1579 erhielt die Familie der Echter von Mespelbrunn die Dorfherrschaft. Der Bruder des Würzburger Fürstbischofs Julius Echter, Valentin, trieb danach mit der Unterstützung seines Bruders den Bau einer Kirche voran. Sie wurde im Jahr 1610 eingeweiht. Zuvor, im Jahr 1596, war Gaibach zur Pfarrei erhoben und aus Volkach ausgepfarrt worden.
Einige Jahre später, im Jahr 1650, kam Gaibach zur Familie Schönborn. Philipp Erwein von Schönborn erneuerte das Schloss im Ort. Sein Nachfolger Fürstbischof Friedrich Karl von Schönborn plante eine Erweiterung der Pfarrkirche zur gräflichen Patronatskirche. Damit beauftragte er im Jahr 1740 seinen Hofbaumeister Balthasar Neumann. Am 24. August 1740 gab es erstmals Pläne für einen Umbau der Kirche. Kardinal Damian Hugo von Schönborn, der Bruder Friedrich Karls, steuerte 800 Gulden zum Bau bei. Schnell erkannte man die Vorteile eines vollständigen Neubaus und änderte die Pläne im Jahr 1741 dementsprechend.
1743 wurde unter der Sakristei der Grundstein für den Neubau gelegt. Am Ende des Jahres 1744 stand bereits das Kirchenschiff im Rohbau. Der Tod des Bauleiters Johann Josef Fischbacher ließ die Arbeiten nur kurz stocken. Er wurde durch Adam Stahr aus Gerlachshausen ersetzt. Beide Baumeister änderten die Pläne Neumanns während ihrer Amtszeit geringfügig ab. Bis zum 13. April 1745 wurde der alte Turm abgetragen und durch einen Neubau ersetzt. Diese Arbeiten wurden durch ein goldenes Kreuz über der Kuppel abgeschlossen. Am 5. September 1745 konnte die Kirche geweiht werden.
Renovierungen erfolgten 1880 und 1958. Dazwischen legte man das sumpfige Gebiet um die Kirche trocken. Bei umfassende Erneuerungen in den Jahren 1977–1979. wurden einige Änderungen im Inneren der Kirche vorgenommen. Zum Beispiel wurde eine neue, größere Sakristei angebaut. Das Bayerische Landesamt für Denkmalpflege führt das Gebäude unter der Nummer D-6-75-174-253. Die untertägigen Reste der Vorgängerbebauung sind als Bodendenkmal eingeordnet.

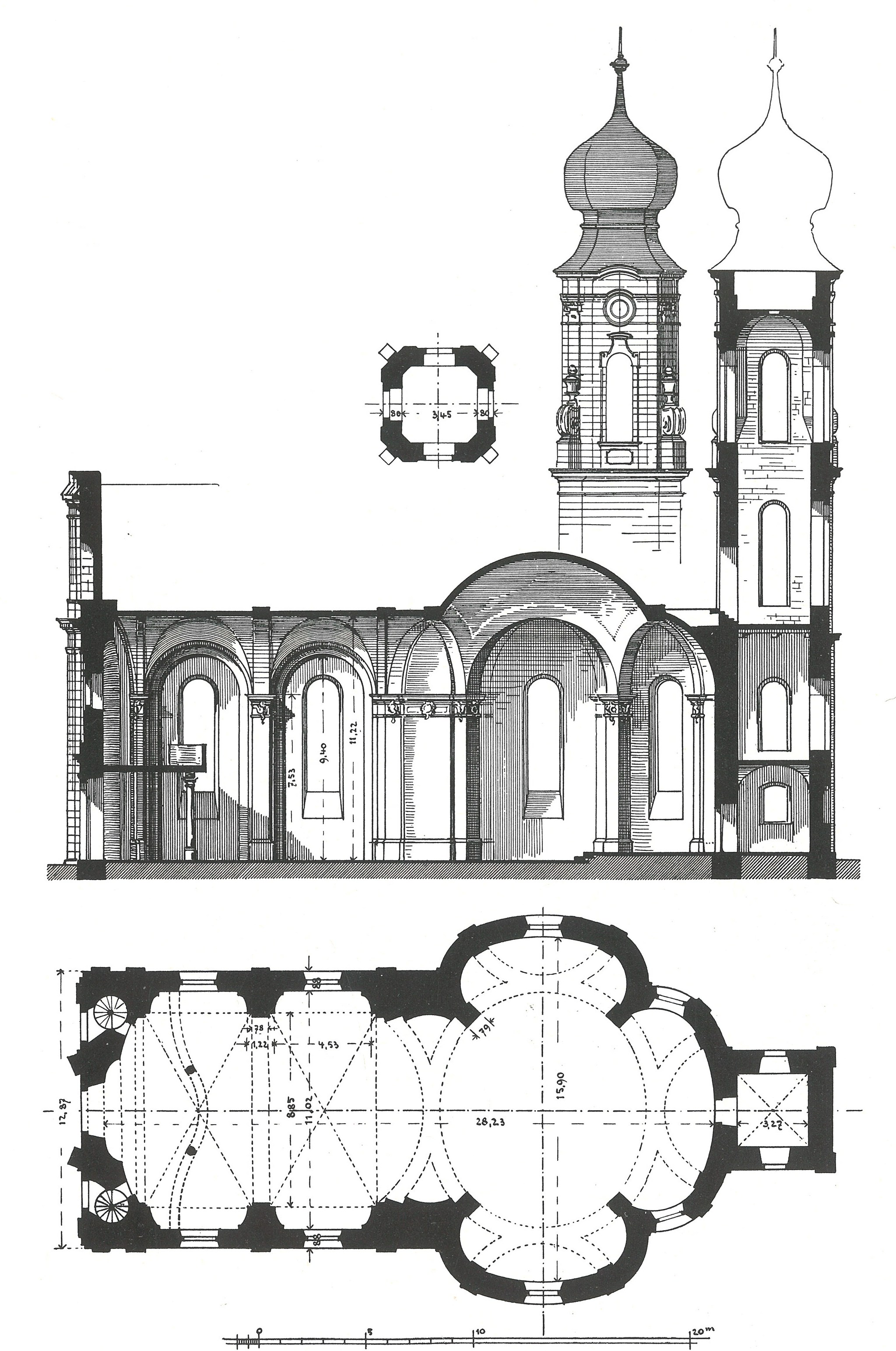
Grundriss und Aufriss

## Architektur
Die Kirche ist geostet und hat ein schlichtes, zweijochiges Langhaus. Daran schließt sich eine querovale Rotunde an. Drei bohnenförmige Apsiden sind angebaut. Im Osten befindet sich der Kirchturm. Der Grundriss nähert sich einem Kreuz an.

### Fassade, Langhaus und Rotunde
Die Fassade im Westen der Kirche aus Sandstein ist ockergelb gefasst und durch unterschiedlich weit hervorstehende Pilaster gegliedert. Ein zentrales Portal mit einem Ochsenauge darüber ist von zwei dreiseitigen Pilastern eingerahmt. Zwei lange Rundbogenfenster mit hervorgehobenen Schlusssteinen rahmen die Fassade ein. Ein Halbgeschoss ist durch ein Gesims getrennt. Eine Rundbogennische geht zentral in einen Dreiecksgiebel über. Travéen umgeben mit vasenbekrönten Voluten die Mitte.
Im Norden und Süden schließen sich jeweils zwei Fensterachsen an das Langhaus an, das durch Lisenen und helle Putzfelder äußerlich gegliedert ist und ein Satteldach trägt. Es geht weiter östlich über ein Zwischenjoch in die überkuppelte Rotunde mit bohnenförmigen Apsiden auf drei Seiten über. Die östliche Apsis bildet den Chor der Kirche. Dort befindet sich auf beiden Seiten jeweils eine weitere Fensterachse.
Innen überspannt ein Kreuzgewölbe das Langhaus. Die Rotunde sticht durch die Gewölbe mit Bogenarkaden und die vier reich gekehlten Pfeiler hervor. Die Gewölbekappen der Apsiden werden zur zentralen Rotunde hin geleitet. Die Wände der Kirche sind innen leicht gemuldet.

### Turm
Der Turm im Osten der Kirche ist dreigeschossig, das Untergeschoss stammt aus der alten Kirche und wurde beim Neubau Balthasar Neumanns übernommen. Die beiden unteren Geschosse sind schlicht gehalten und wie das Langhaus durch Ecklisenen und helle Putzflächen gegliedert. Die unterschiedlich hohen Fenster schließen mit Rundbögen ab. Ein Gesims leitet zum achtseitigen Obergeschoss aus ockergelb bemaltem Sandstein mit abgeschrägten Ecken über. Auf den Voluten der kleineren Seiten thronen Vasen, die in Pilaster übergehen. Vier Fenster mit Segmentgiebelverdachung gliedern das Geschoss. Klangarkaden leiten den Schall der Glockenstube nach draußen. Auf jeder Seite befinden sich oberhalb der Fenster Uhren. Eine eingeschnürte achtseitige Kuppel, typisch für den Baumeister Neumann, schließt den Turm nach oben ab. Sie wird von der goldenen Turmkugel und einem Kreuz als Windrichtungsgeber bekrönt.

## Ausstattung

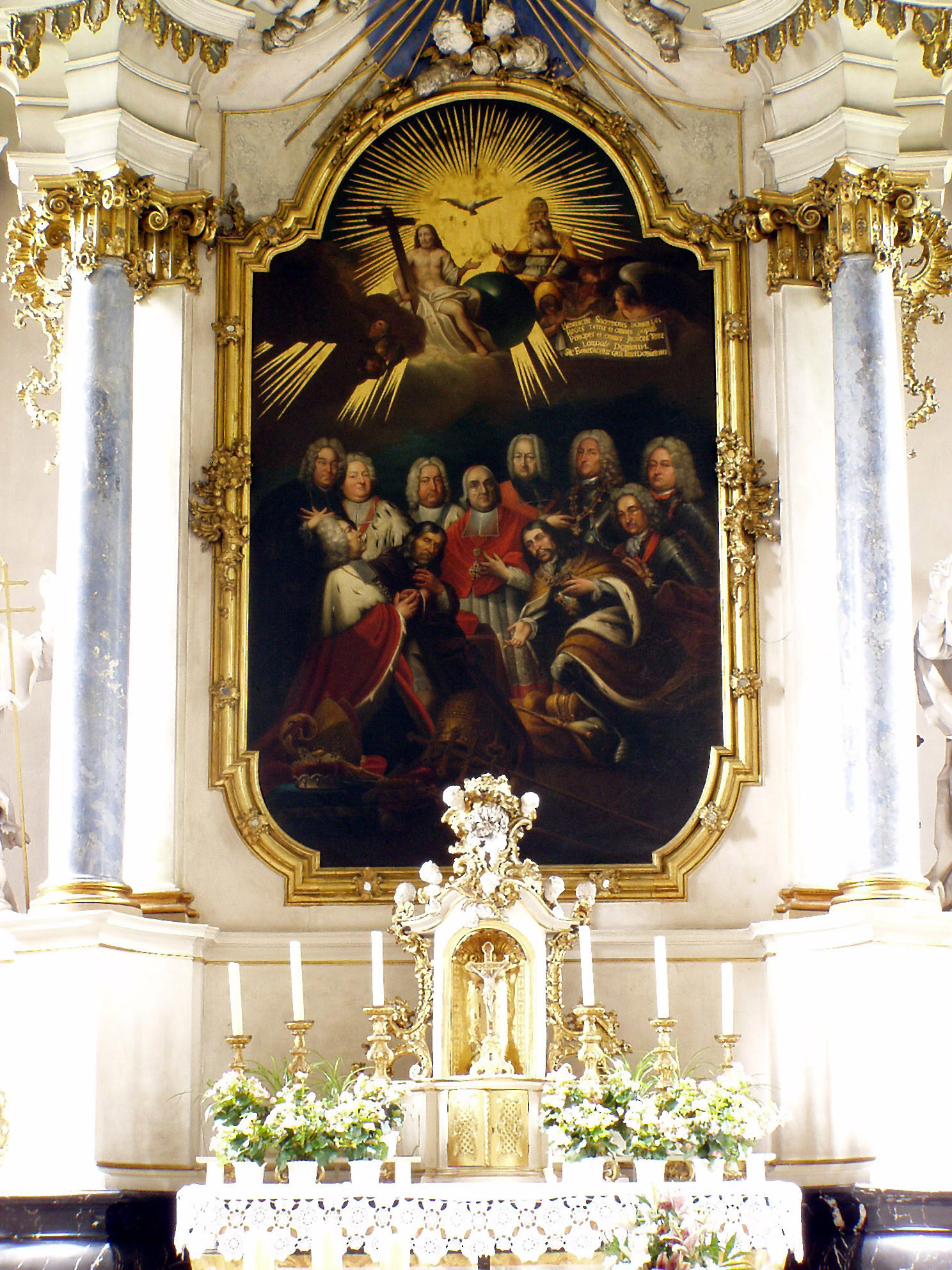
Das Altarbild mit den Porträts der Schönbornfamilie

Die Arbeiten an der Kirche außen waren bereits früh beendet, die Innenausstattung zog sich längere Zeit hin. Ursprünglich war geplant, die Ausstattung der alten Kirche mit einigen Epitaphien zu übernehmen, die Neuausstattung wurde jedoch der Architektur angepasst.

### Hochaltar
Kurz nach dem Bau kamen 1747/1748 die Altäre in die Kirche, deren Stuckmarmorretabel von Antonino Bossi, dem Stuckateur der Würzburger Residenz gearbeitet wurden. Das Altarblatt des größten und prächtigsten der drei Altäre mit zweisäuligem Aufbau zentral in der Chorapsis im Osten der Kirche rahmen blau marmorierte Rundsäulen ein.
Auf den Gesimsresten eines aufgebrochenen Architravs über den Säulen stehen zwei Obelisken mit den Herrschaftszeichen des Hauses Schönborn, Krummstab und Schwert. In ihrer Mitte befindet sich der Altarauszug, umgeben von Putten und Engelsköpfen, mit dem Auge der Vorsehung in einer Wolkengloriole. An den äußeren Rändern des Altars spielen die Heiligen Karl und Friedrich auf den Stifter Friedrich Karl von Schönborn an.
Auf dem zentralen Altarbild sind die bekanntesten Mitglieder des Hauses Schönborn dargestellt, gemalt 1748 von Franz Lippold. Sie huldigen der Heiligsten Dreifaltigkeit. Von links nach rechts sind das Johann Philipp Franz, Lothar Franz, Franz Georg, Damian Hugo, Marquard Wilhelm, Rudolf Franz Erwein und Anselm Franz und in der vorderen Reihe Friedrich Karl, Johann Philipp, Philipp Erwein und Melchior Friedrich von Schönborn.

### Seitenaltäre
In den Abseiten der Rotunde, links und rechts der Chorseite, befinden sich zwei Seitenaltäre, deren Retabel auch Antonio Bossi schuf und die sich in Form und Aufbau weitgehend ähneln. Sie haben keine Säulen, sondern sind von zwei seitlich angebrachten Pilastern, sogenannten Flanken-Pilastern, umrahmt. Unterhalb der Altarbilder befindet sich Rankenwerk, auf beiden Altären tummeln sich Puttenfiguren. Zwischen dem aufgebrochenen Architrav hat zentral die Taube als Symbol des Heiligen Geists ihren Platz.
Rechts ist im Altarblatt die Glorie des heiligen Nepomuk dargestellt. Der Entwurf stammt von Franz Anton Zeiller aus dem Jahr 1745, sein Lehrer Gottfried Bernhard Göz führte die Arbeit 1748 aus. Die Beweinung Christi eines unbekannten Malers im Stil van Dycks befindet sich links.

### Orgel
Teile der Orgel mit prächtigem Prospekt auf der Westempore, seit  1748 in der Kirche, stammen noch aus der Erbauungszeit, den vierziger Jahren des 18. Jahrhunderts. Veränderungen gab es lediglich in der Intonierung der Register.
Die Orgel ist ein Werk des Würzburger Hoforgelmachers Johann Philipp Seuffert und gilt als eines der am besten erhaltenen Werke dieses Künstlers. Zu Beginn des 20. Jahrhunderts wurden die Balganlage und die Disposition verändert. Es folgten im Jahr 1978 weitere Veränderungen an der Orgel durch  Firma Otto Hofmann aus Ostheim vor der Rhön. Die letzte Erneuerung war im Jahr 1997 durch die Firma Vleugels.
Das Orgelgehäuse ist die Gemeinschaftsarbeit verschiedener Künstler. Martin Gutmann aus Wiesentheid schuf die feinteilige Kiefernholzarbeit. Einige Teile des Dekors wurden in Lindenholz gearbeitet. In den Jahren 1750 und 1751 ergänzte der Kitzinger Bildhauer Reiner Wierl das zentrale Wappen der Grafen von Schönborn, eingerahmt von zwei Löwen, in der Mitte des Gehäuses.

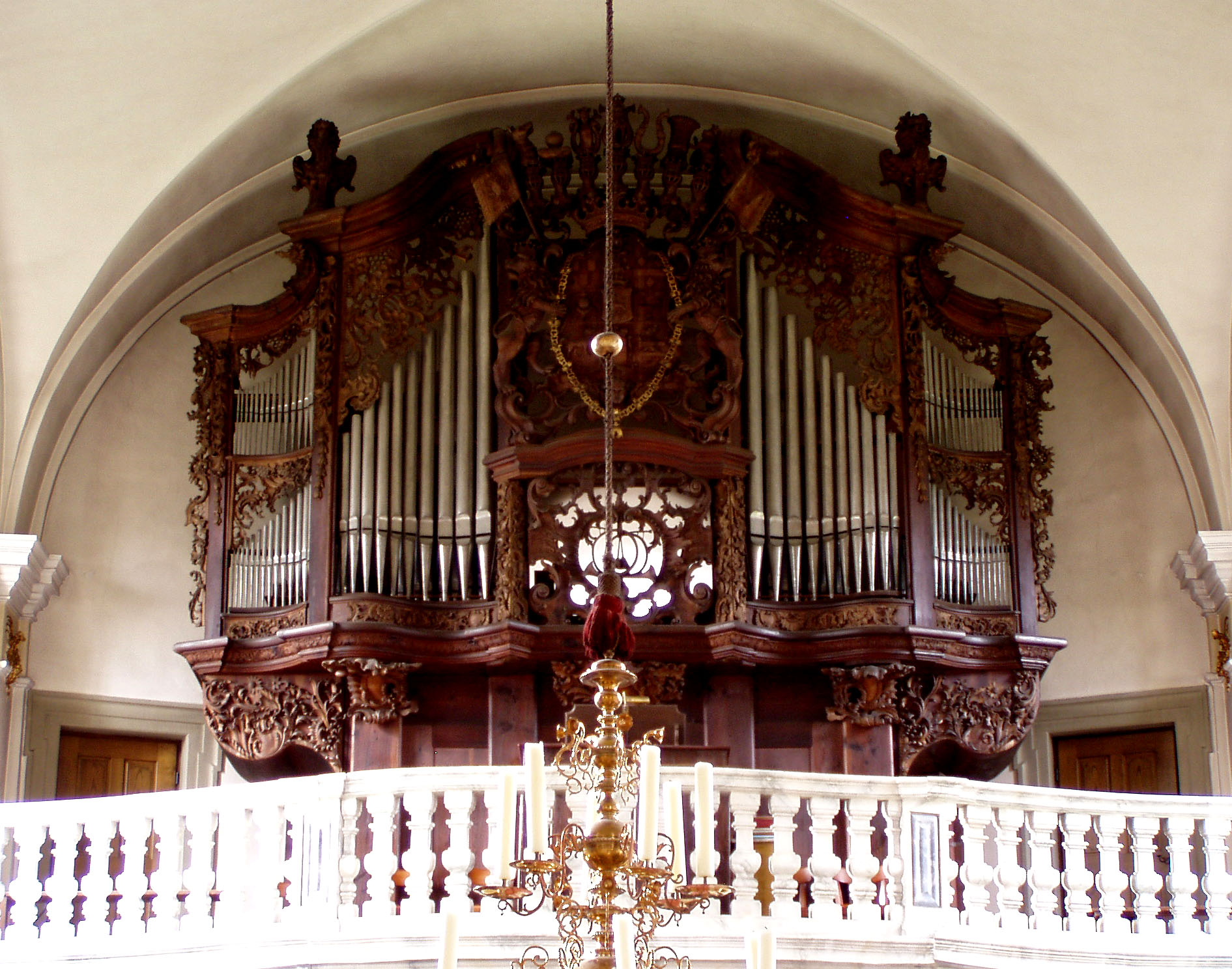
Die Seuffertorgel auf der Empore

| Manualwerk |              |       |
| 1.         | Principal    | 8′    |
| 2.         | Octav        | 4′    |
| 3.         | Mixtur IV    | 1′    |
| 4.         | Cornet III 0 | 4⁄5′0 |
| 5.         | Octav        | 2′    |

| (Fortsetzung) |             |     |
| 6.            | Quint       | 3′  |
| 7.            | Viol Gamb 0 | 8′0 |
| 8.            | Piffara II  | 8′  |
| 9.            | Salicional  | 8′  |
| 10.           | Coppel      | 8′  |

| Pedalwerk |             |     |
| 1.        | Subbass     | 16′ |
| 2.        | Octavbass 0 | 8′  |

- Koppel: einspielende Pedalkoppel
- Stimmtonhöhe: 447 Hz bei 18 °C
- Stimmung: Gleichstufig[9]

### Glocken
Die Glocken des vierstimmigen Geläutes kamen zu unterschiedlichen Zeiten in das Gotteshaus. Die beiden ältesten stammen noch aus der Vorgängerkirche der Echter von Mespelbrunn, eine dritte kam zur Erbauungszeit der Neumann-Kirche in den Glockenstuhl. Die jüngste Glocke goss nach dem Zweiten Weltkrieg die Firma Schilling in Heidelberg. Die Glocke des 18. Jahrhunderts stammt aus der Werkstatt von Johann Adam Roth in Würzburg.
| Name                         | Grundton | Gussjahr                  | Durchmesser | Gewicht | Inschrift                                                                 |
| ---------------------------- | -------- | ------------------------- | ----------- | ------- | ------------------------------------------------------------------------- |
| Ave-Maria-Glocke             | b′       | 1. Hälfte 14. Jahrhundert | 93,5 cm     |         | „AVE MARIA GRACIA PLENA DOMINVS TECVM BENEDICTA“                          |
| Marienglocke                 | c″       | 1963                      | 83,3 cm     | 401 kg  |                                                                           |
| Ähren-Christophskraut-Glocke | d″       | 1616                      | 76,5 cm     |         | „ZV GOTTES WVRTLICH (?) SIGMVND ARNOLT VON FVLDA GOS MICH 1616“           |
| Dreifaltigkeitsglocke        | e″       | 1745                      | 60,5 cm     | 130 kg  | „LAUDATE DOMINUM IN SANCTIS EIUS LAUDATE EUM IN FIRMAMENTO VIRTUTIS EIUS“ |

### Weitere Ausstattung
Die Schnitzarbeiten der in Nussbaum gearbeiteten Kanzel auf der rechten Seite des Langhauses führte der Kitzinger Reiner Wierl aus. Als Schreiner des Kanzelkorpus kommt der Wiesentheider Hofmeister Johann Georg Neßtfell in Betracht. Ein Engelkopf dient dem Korpus als Konsole. Der Schalldeckel ist mit Voluten verziert, ein auferstandener Christus bekrönt die Kanzel.
Auch die Beichtstühle stammen von Rainer Wierl. Ihr Aufbau ist schlicht gehalten, nur die Aufsätze sind mit Muschelwerk umrandet. Zwei Figuren auf Konsolen im Langhaus stellen Maria als Himmelskönigin und das Jesuskind mit einem Kruzifix dar. Die Kreuzwegdarstellung rings um das Langhaus stammt aus der Erbauungszeit der Kirche.
Eine einfache, von zwei runden Säulen getragene Empore im Westen des Gotteshauses füllt die Wand vollständig aus. Die Beschläge und Schlüsselschilder des Portals wurden von Johann Georg Oegg aus Würzburg gestaltet. Die Nutzung als Patronatskirche ist auch in der Reichhaltigkeit des Altargeräts erkennbar. Der Taufstein mit Pilastern in der linken Abseite der Rotunde trägt auf seinem Deckel den Reichsapfel.

## Pfarrer
Am Ende des 16. Jahrhunderts wurde Gaibach zur eigenständigen Pfarrei erhoben. Seit 1597 sind deshalb die Pfarrer von Gaibach nachzuweisen. Bei einigen Personen, insbesondere aus der Frühzeit der Pfarrei, besteht die Unsicherheit, ob sie wirklich dieses Amt innehatten. Während des Dreißigjährigen Krieges blieb die Pfarrei längere Zeit unbesetzt, erst 1669 war wieder ein Priester in Gaibach, dessen Name allerdings in den Quellen nicht auftaucht.
| Balthasar Jordans                     | 1597–1601 | von Juli 1597 bis November 1601, unsicher                                                              |
| Johannes Peschmann                    | 1601–1608 | von Dezember 1601 bis November 1608, unsicher                                                          |
| Paulus Denner                         | 1608–1636 | * um 1583, 1632 bis 1636 gleichzeitig in der Bartholomäuskirche in Volkach, † 21. Februar 1636         |
| 1636–1669 unbesetzt, 1669–1691 unklar |           | |
| Joachim Sennfelder                    | 1691–1694 | von Oktober 1691 bis Oktober 1694                                                                      |
| Johannes Jäger                        | 1694–1712 | von November 1694 bis Januar 1712                                                                      |
| Johannes Jakoby                       | 1712–1718 | ab Februar 1712                                                                                        |
| Hermann Jordans                       | 1718–1754 | |
| Andreas Zinner                        | 1754–1785 | zuvor erster Kuratus der katholischen Kirche im Zeilitzheimer Schloss                                  |
| Johann Michael Josef Dotzel           | 1785–1790 | |
| Andreas Friedrich                     | 1790–1809 | |
| Karl Werner                           | 1809–1810 | |
| Michael Johannes                      | 1810      | von Juli bis September 1810                                                                            |
| Sebastian Pförtner                    | 1811–1825 | * 1773, bis Mai 1825, † 1860                                                                           |
| Adam Herterich                        | 1826–1848 | Pfarrverweser, bis Mai 1848                                                                            |
| Maximilian Josef Schleis              | 1848–1853 | |
| Andreas Karl Vollmuth                 | 1853–1857 | |
| Hugo Franz Vollmuth                   | 1857–1872 | |
| Sebastian Mahler                      | 1872–1890 | Kaplan                                                                                                 |
| Georg Adam Stamm                      | 1890–1897 | |
| Adam Herzog                           | 1897–1910 | |
| Franz Albert                          | 1910–1916 | |
| Richard Mühlbauer                     | 1916–1950 | |
| Johann Baptist Geisel                 | 1950–1972 | |
| Josef Maria Messer                    | 1972–1982 | |
| Otto Bußmann                          | 1982      | |
| Hans Joachim Schulz                   | 1982–1995 | |
| Erwin Meier                           | 1995–1999 | Pfarrverweser                                                                                          |
| Andreas Bracharz                      | 1999–2006 | Pfarrverweser                                                                                          |
| Pater Joseph                          | 2006      | Pfarrverweser aus Indien                                                                               |
| Tadeusz Kaczmarek                     | 2006      | Pfarrverweser aus Polen                                                                                |
| Gaston Francois Bindele Manga         | 2006–2019 | Priester in Mbalmayo, Kamerun, Pfarrverweser, seit 2007 auch Administrator von Obervolkach und Rimbach |